# Деревянное (Хмельницкая область)
Деревянное (укр. Дерев'яне) — село в Каменец-Подольском районе Хмельницкой области Украины.

## История
В июле 1995 года Кабинет министров Украины утвердил решение о приватизации находившегося здесь совхоза.
Население по переписи 2001 года составляло 403 человека.

## Местный совет
32356, Хмельницкая обл., Каменец-Подольский р-н, с. Деревянное, ул. Ленина, 1